# Bárbara Riveros Díaz
Bárbara Catalina Riveros Díaz (* 3. August 1987 in Santiago de Chile) ist eine chilenische Triathletin. Sie ist dreifache Olympiastarterin (2008, 2016, 2020), Weltmeisterin auf der Triathlon-Sprintdistanz (2011) und Vizeweltmeisterin auf der Triathlon-Langdistanz (2018).

## Werdegang
Bárbara Riveros’ Vater, Augustin Riveros, ist Arzt und er war es, der Bárbara Riveros von klein auf für den Sport begeistert hat.

2002 startete sie im Alter von 15 Jahren erstmals bei den Triathlon-Weltmeisterschaften der Junioren und sie belegte den 45. Rang.

### Olympischen Spiele 2008
Im August 2008 bei den Olympischen Spielen belegte Riveros in Peking den 25. Rang.
Bis 2010 nahm Bárbara Riveros In Frankreich an der Clubmeisterschaftsserie Lyonnaise des Eaux teil. Sie wurde trainiert von Brett Sutton.

### Weltmeisterin Triathlon Sprintdistanz 2011
2011 trat sie für Tri Val de Grey an. Den Eröffnungstriathlon in Nizza (24. April 2011) gewann sie in der Einzelwertung und beim zweiten Triathlon in Dünkirchen (22. Mai 2011) wurde Riveros Dritte hinter Andrea Hewitt und Emma Moffatt. Im August wurde sie in Lausanne ITU-Weltmeisterin auf der Triathlon-Sprintdistanz.
In Chile geht bzw. ging Riveros für den Club Deportivo Universidad Católica an den Start. Riveros studiert an der Medizinischen Fakultät der Universidad de Chile Ernährungswissenschaften. Bis 2010 wurde sie von Jamie Turner trainiert, bis dieser vom australischen Elitezentrum NSWIS verpflichtet wurde – seither ist Darren Smith Riveros’ neuer Coach.

2013 startete sie auch erstmals auf der Mitteldistanz und sie konnte im Juni die Erstaustragung des Ironman 70.3 Berlin für sich entscheiden. Im Oktober wurde sie Vierte bei der Xterra-Weltmeisterschaft (Cross Triathlon).

### Olympische Spiele 2016
Bárbara Riveros Díaz qualifizierte sich für einen Startplatz bei den Olympischen Sommerspielen 2016, sie ging am 20. August in Rio de Janeiro für Chile an den Start und belegte den fünften Rang.
Die Saison 2017 konnte sie im Januar mit einem Sieg beim Ironman 70.3 Pucón beginnen und sie gewann im September den Triathlon de Gérardmer auf der Mitteldistanz.
Im Juli 2018 wurde Bárbara Riveros in Dänemark Vizeweltmeisterin auf der ITU-Langdistanz. Bei ihrem ersten Start auf der Ironman-Distanz (3,86 km Schwimmen, 180,2 km Radfahren und 42,195 km Laufen) wurde die damals 31-Jährige im Dezember Zweite im Ironman Western Australia.

### Olympische Spiele 2020
Bei den Olympischen Sommerspielen 2020 belegte sie im Juli 2021 in Tokio den 25. Rang.
Im Mai 2022 gewann sie in Aix-en-Provence ihr achtes Ironman-70.3-Rennen.
Im November wurde die 35-Jährige Dritte bei der Erstaustragung des Ironman Israel.
Die Saison 2023 konnte die 35-Jährige im Januar mit einem Sieg beim Ironman 70.3 Pucón beginnen und sie erzielte hier ihren bereits sechsten Sieg.

## Sportliche Erfolge
| Datum/Jahr    | Rang | Wettbewerb                                    | Austragungsort   | Zeit     | Bemerkung                                                                                        |
| ------------- | ---- | --------------------------------------------- | ---------------- | -------- | ------------------------------------------------------------------------------------------------ |
| 27. Juli 2021 | 25   | Olympische Sommerspiele 2020                  | Tokio            | 02:02:46 | Olympische Sommerspiele                                                                          |
| 18. Mai 2019  | DNF  | ITU World Championship Series 2019            | Yokohama         | –        |                                                                                                  |
| 31. März 2019 | 6    | ITU Triathlon World Cup                       | New Plymouth     | 01:04:03 |                                                                                                  |
| 24. Sep. 2018 | 4    | Beijing International Triathlon               | Peking           |          | [ 5 ]                                                                                            |
| 6. Aug. 2017  | 2    | St. Moritz Triathlon                          | St. Moritz       |          | 500 m Schwimmen, 20 km Radfahren und 6,6 km Laufen                                               |
| 20. Aug. 2016 | 5    | Olympische Sommerspiele 2016                  | Rio de Janeiro   | 01:57:29 |                                                                                                  |
| 2. Aug. 2015  | 5    | ITU World Olympic Qualification Event         | Rio de Janeiro   | 02:00:08 |                                                                                                  |
| 7. März 2015  | 4    | ITU World Championship Series 2015            | Abu Dhabi        | 00:59:37 | beim ersten Rennen der Saison auf der Sprintdistanz                                              |
| 2015          | 1    | Panamerikanische Spiele 2015                  | Kanada           | 01:57:18 |                                                                                                  |
| 9. Juni 2013  | 1    | 5150 Klagenfurt                               | Klagenfurt       | 02:05:00 |                                                                                                  |
| 20. Okt. 2012 | 2    | ITU World Championship Series 2012            | Auckland         | 02:11:00 | Zweite beim Grand Final                                                                          |
| 25. Aug. 2012 | 3    | ITU Sprint Triathlon World Championships      | Stockholm        | 01:00:55 |                                                                                                  |
| 23. Juni 2012 | 4    | ITU World Championship Series 2012            | Kitzbühel        | 02:05:45 |                                                                                                  |
| 26. Mai 2012  | 3    | ITU World Championship Series 2012            | Madrid           | 02:06:41 |                                                                                                  |
| 23. Okt. 2011 | 2    | Panamerikanische Spiele 2011                  | Puerto Vallarta  | 02:00:23 | Zweite hinter Sarah Haskins-Kortuem in Guadalajara                                               |
| 20. Aug. 2011 | 1    | ITU Sprint Triathlon World Championships      | Lausanne         | 00:58:35 | Weltmeisterin auf der Triathlon-Sprintdistanz                                                    |
| 6. Aug. 2011  | 12   | ITU World Championship Series 2011            | London           | 02:01:29 |                                                                                                  |
| 16. Juli 2011 | 5    | ITU World Championship Series 2011            | Hamburg          | 01:54:32 |                                                                                                  |
| 18. Juni 2011 | 5    | ITU World Championship Series 2011            | Kitzbühel        | 02:06:41 |                                                                                                  |
| 4. Juni 2011  | 5    | ITU World Championship Series 2011            | Madrid           | 02:04:43 |                                                                                                  |
| 9. Apr. 2011  | 2    | ITU World Championship Series 2011            | Sydney           | 02:01:23 |                                                                                                  |
| 8. Sep. 2010  | 21   | ITU World Championship Series 2010            | Budapest         | 01:53:09 | im siebten und letzten Rennen der Saison – mit persönlicher Bestzeit auf der olympischen Distanz |
| 8. Mai 2010   | 2    | ITU World Championship Series 2010            | Seoul            | 02:01:02 | Zweite hinter der Schweizerin Daniela Ryf                                                        |
| 11. Apr. 2010 | 1    | ITU World Championship Series 2010            | Sydney           | 02:04:19 | Siegerin beim Auftaktrennen der Saison 2010                                                      |
| 9. Sep. 2009  | 35   | ITU World Championship Series 2009            | Gold Coast       | 02:08:13 | „Grand Final“                                                                                    |
| 15. Aug. 2009 | 40   | ITU World Championship Series 2009            | London           | 02:01:12 | im sechsten Rennen der Saison                                                                    |
| 25. Juli 2009 | 5    | ITU World Championship Series 2009            | Hamburg          | 01:58:02 |                                                                                                  |
| 21. Juni 2009 | 16   | ITU World Championship Series 2009            | Washington, D.C. | 02:03:43 |                                                                                                  |
| 31. Mai 2009  | 20   | ITU World Championship Series 2009            | Madrid           | 02:09:31 |                                                                                                  |
| 2. Mai 2009   | 18   | ITU World Championship Series 2009            | Tongyeong        | 02:06:02 |                                                                                                  |
| 1. März 2009  | 3    | OTU Triathlon Oceania Championships           | Gold Coast       | 02:01:15 |                                                                                                  |
| 18. Aug. 2008 | 25   | Olympische Sommerspiele 2008                  | Peking           | 02:03:42 |                                                                                                  |
| 5. Juni 2008  | 5    | ITU Triathlon World Championship U23          | Vancouver        | 02:13:02 | U23-Triathlon-Weltmeisterschaft                                                                  |
| 19. Apr. 2008 | 1    | U23 Pan American Championship                 | Mazatlán         | 01:59:47 |                                                                                                  |
| 2. Sep. 2006  | 41   | ITU Triathlon World Championship Junior Women | Lausanne         | 01:11:32 |                                                                                                  |
| 10. Sep. 2005 | 9    | ITU Triathlon World Championship Junior Women | Gamagōri         | 01:03:23 |                                                                                                  |
| 9. Nov. 2002  | 45   | ITU Triathlon World Championship Junior Women | Cancún           | 01:11:43 | Junioren-Weltmeisterschaft                                                                       |

| Datum/Jahr    | Rang | Wettbewerb                      | Austragungsort  | Zeit     | Bemerkung                                 |
| ------------- | ---- | ------------------------------- | --------------- | -------- | ----------------------------------------- |
| 8. Jan. 2023  | 1    | Ironman 70.3 Pucón              | Pucón           | 04:26:48 |                                           |
| 22. Mai 2022  | 1    | Ironman 70.3 Pays d'Aix France  | Aix-en-Provence | 04:23:27 |                                           |
| 9. Jan. 2022  | 2    | Ironman 70.3 Pucón              | Pucón           | 04:25:16 |                                           |
| 10. Jan. 2019 | 1    | Ironman 70.3 Pucón              | Pucón           | 04:30:07 |                                           |
| 26. Aug. 2018 | 2    | Ironman 70.3 Zell am See-Kaprun | Zell am See     | 01:48:53 | verkürzter Kurs ohne die Raddistanz       |
| 14. Jan. 2018 | 1    | Ironman 70.3 Pucón              | Pucón           | 04:18:59 | vierter Erfolg in Serie                   |
| 2. Sep. 2017  | 1    | Triathlon de Gérardmer          | Gérardmer       | 04:59:45 |                                           |
| 19. März 2017 | 1    | Ironman 70.3 Taiwan             | Kenting         | 04:13:21 |                                           |
| 19. Feb. 2017 | 2    | Ironman 70.3 Geelong            | Geelong         | 04:26:30 |                                           |
| 15. Jan. 2017 | 1    | Ironman 70.3 Pucón              | Pucón           | 04:32:08 | erfolgreiche Titelverteidigung            |
| 10. Jan. 2016 | 1    | Ironman 70.3 Pucón              | Pucón           | 04:37:02 | erfolgreiche Titelverteidigung            |
| 11. Jan. 2015 | 1    | Ironman 70.3 Pucón              | Pucón           | 04:30:12 |                                           |
| 16. Juni 2013 | 1    | Ironman 70.3 Berlin             | Berlin          | 04:16:10 | Siegerin bei der Erstaustragung in Berlin |

| Datum/Jahr    | Rang | Wettbewerb                                      | Austragungsort | Zeit     | Bemerkung                                                                          |
| ------------- | ---- | ----------------------------------------------- | -------------- | -------- | ---------------------------------------------------------------------------------- |
| 30. Juli 2025 | 4    | Triathlon EDF Alpe d’Huez                       | Alpe d’Huez    | 06:32:33 | auf der Langdistanz                                                                |
| 25. Nov. 2022 | 3    | Ironman Israel                                  | Tiberias       | 08:55:49 | bei der Erstaustragung in persönlicher Bestzeit                                    |
| 29. Juli 2022 | 1    | Triathlon EDF Alpe d’Huez                       | Alpe d’Huez    | 06:35:00 | Siegerin auf der Langdistanz (2,2 km Schwimmen, 118 km Radfahren und 20 km Laufen) |
| 2. Dez. 2018  | 2    | Ironman Western Australia                       | Busselton      | 09:08:09 | erster Ironman-Start                                                               |
| 14. Juli 2018 | 2    | ITU Long Distance Triathlon World Championships | Fyn            | 05:51:22 | Vizeweltmeisterin auf der Triathlon-Langdistanz                                    |

| Datum/Jahr    | Rang | Wettbewerb                              | Austragungsort  | Zeit     | Bemerkung                                                      |
| ------------- | ---- | --------------------------------------- | --------------- | -------- | -------------------------------------------------------------- |
| 29. Okt. 2017 | 2    | Xterra World Championships              | Maui            | 02:56:12 | Xterra-Vizeweltmeisterin                                       |
| 19. Nov. 2016 | 2    | ITU Cross Triathlon World Championships | Snowy Mountains | 02:58:05 | zum zweiten Mal in Folge ITU-Vizeweltmeisterin Cross-Triathlon |
| 26. Sep. 2015 | 2    | ITU Cross Triathlon World Championships | Orosei          | 02:29:46 | ITU-Vizeweltmeisterin Cross-Triathlon                          |
| 27. Okt. 2013 | 4    | Xterra Triathlon World Championships    | Maui            | 03:01:43 | Weltmeisterschaft Cross-Triathlon                              |

(Did Not Finish)